# Lephephe
Lephephe is een dorp in het district Kweneng in Botswana. De plaats telt 696 inwoners (2011).